# 9 Dywizjon Artylerii Ciężkiej (1939)
9 dywizjon artylerii ciężkiej (9 dac) – pododdział artylerii ciężkiej Wojska Polskiego II RP.
Dywizjon nie występował w pokojowej organizacji wojska. Został sformowany w marcu 1939 roku na bazie 9 pułku artylerii ciężkiej dla 9 Dywizji Piechoty. W kwietniu wszedł w ugrupowanie macierzystej dywizji.

## 9 dac w kampanii wrześniowej

### Mobilizacja 9 dac i działania w okresie pokoju
23 marca 1939 roku w koszarach we Włodawie 9 pac rozpoczęto mobilizację alarmową 9 dywizjonu artylerii ciężkiej typu II w składzie dowództwa dywizjonu, kolumny amunicyjnej, 1 baterii armat kal. 105 mm i 2 baterii haubic kal. 155 mm, oraz 9 plutonu taborowego. Dowództwo dywizjonu objął mjr Zbigniew Siniewicz. Formowanie dywizjonu odbywało się w pobliskich wsiach: 1 bateria we wsi Orchowo, dowództwo dywizjonu i 2 bateria we wsi Suszno. 26 marca dywizjon został dyslokowany na biwak do lasów w pobliżu stacji kolejowej Tomaszówka w pobliżu Włodawy. W czerwcu dywizjon został dyslokowany na Pomorze w rejon stacjonowania macierzystej 9 DP do Wudzynia, Nowego Jasińca, Brzeźna i Stronna. Od 3 do 6 sierpnia 9 dac odbył ostre strzelanie na poligonie pod Toruniem. Od 6 sierpnia dywizjon rozbudowywał punkty obserwacyjne i stanowiska ogniowe w pasie działania 9 DP. Nocą 15/16 sierpnia tabory dywizjonu, a 23/24 sierpnia cały 9 dac odmaszerował w rejon Tucholi. Zajął stanowiska ogniowe i zakwaterował w Mędromierzu Małym i Mędromierzu Wielkim z kierunkiem strzelań na Sępólno. 30 sierpnia 9 dac otrzymał rozkaz zajęcia stanowisk ogniowych 1 baterią pod Droździenicą z kierunkiem strzelań na Sępólno, 2 baterią przy torze kolejowym Tuchola-Chojnice z kierunkiem strzelań na Chojnice. 

### Walki dywizjonu
Ugrupowanie bojowe dywizjon zajął ostatecznie w nocy 30/31 sierpnia 1939 roku, z zadaniem prowadzenia dalekich ogni na przedpole obrony 9 DP, a także wsparcie ogniowe zajmującego obronę 35 pułku piechoty. Od godzin porannych 1 września 1939 roku teren działań był zamglony, od godz. 7.00 1 bateria oddała kilka strzałów w kierunku Kamienia, gdzie stwierdzono niemieckie pancerne czołówki rozpoznawcze. Następnie 1 bateria, ostrzelała niemiecką baterię artylerii zajmującą stanowiska, niszcząc jej jedno działo. Po godz. 9.00 cały 9 dac prowadził ostrzał niemieckiej kolumny zmotoryzowanej w rejonie Zalesia. 2 bateria wraz z III/9 pułku artylerii lekkiej wspierała obronę 35 pułku piechoty, który bronił północnego odcinka w rejonie Pamiętowo – Wałdowo przed natarciem niemieckiej 2 Dywizji Piechoty Zmotoryzowanej. Z uwagi na ograniczoną ilość kabla telefonicznego i brak etatowych radiostacji, wsparcie dywizjonu było niepełne. Po godz.10.00 9 dac zwinął punkty obserwacyjne i przegrupował swoje baterie na południową flankę 35 pp. 
W godzinach nocnych 1/2 września 9 dac wykonał marsz przez Tucholę, Bysław do Lubiewa, gdzie w lesie na północny zachód od miejscowości, zajął stanowiska. Kiedy od strony Lubiewa wyszło natarcie niemieckich czołgów, 1 bateria rozpoczęła  ogień na wprost, a 2 bateria stojąca za 1 ba prowadziła ostrzał Lubiewa. Po powstrzymaniu niemieckich czołgów, dywizjon wykonał ognie na korzyść 35 pp, który od godz. 15.00 bezskutecznie atakował przeciwnika. Z uwagi na przejście 9 DP do obrony okrężnej, 9 dac prowadził ostrzał ogniem na wprost niemieckich pododdziałów czołgów niszcząc 2 pojazdy. 
O świcie 3 września 9 dac podjął marsz wraz z 34 pułkiem piechoty w kierunku Bramki. Po wyjściu kolumny poza kompleks leśny w pobliżu Franciszkowa, dywizjon został zaatakowany przez niemieckie lotnictwo. Baterie zajęły stanowiska wzdłuż drogi i dwukrotny nalot, nie przyniósł większych strat. O godz. 12.30 9 dac podjął dalszy marsz. W tym momencie 9 niemieckich samolotów myśliwskich ostrzelało kolumnę dywizjonu wybijając i raniąc ciężko 90% koni pociągowych. Podjęto decyzję demontażu zamków od armat i haubic i ich ukrycia. Następnie dowódca dywizjonu poprowadził grupę pieszą w kierunku Grudziądza i usiłował przejść na wschodni brzeg Wisły. Drugą grupę konnych poprowadził dowódca 1 baterii kpt. Wasilewski. Obie grupy po walkach jako piechota w większości dostały się do niewoli, a nieliczni dotarli do Bydgoszczy lub na wschodni brzeg Wisły i dołączyli do Armii "Pomorze.

## Organizacja wojenna i obsada personalna
| Organizacja wojenna i obsada personalna w 1939 | Organizacja wojenna i obsada personalna w 1939      |
| Dowództwo dywizjonu                            | Dowództwo dywizjonu                                 |
| ---------------------------------------------- | --------------------------------------------------- |
| dowódca dywizjonu                              | mjr Zbigniew Sieniewicz (23 - 24 III i od 6 V 1939) |
| adiutant                                       | por. rez. Mieczysław Hausman                        |
| oficer zwiadowczy                              | ppor. Zbigniew Rotkiel                              |
| oficer obserwacyjny                            | ppor. Morawski                                      |
| oficer łączności                               | ppor. Stanisław Łaźiński                            |
| oficer żywnościowy                             | ppor. rez. Leon Kokodyński                          |
| lekarz                                         | por. rez. lek. Piwowarczyk                          |
| 1 bateria armat 105 mm                         |                                                     |
| dowódca baterii                                | kpt. Bolesław Wasilewski                            |
| oficer zwiadowczy                              | por. rez. Władysław Gierko-Gierkiewicz              |
| oficer zwiadowczy                              | lub ppor rez. Jan Markiewicz                        |
| oficer ogniowy                                 | por. rez. Jan Nozdryn-Płotnicki                     |
| 2 bateria haubic 155 mm                        |                                                     |
| dowódca baterii                                | por. Stanisław Łasłowski                            |
| oficer zwiadowczy                              | ppor. rez. Eugeniusz Żelichowski                    |
| oficer ogniowy                                 | ppor. rez. Zalewski                                 |